# Mariusz Pajączkowski
Mariusz Andrzej Pajączkowski (ur. 11 maja 1960 w Warszawie) – polski złotnik i twórca biżuterii artystycznej, założyciel Galerii Otwartej w Sandomierzu, którą prowadzi od 2010 roku.

## Życie i działalność
Mariusz Pajączkowski zajmuje się złotnictwem od roku 1982. Zainteresował się nim jako student Wydziału Geografii i Studiów Regionalnych Uniwersytetu Warszawskiego. W 1987 roku Komisja Ministerstwa Kultury i Sztuki przyznała mu uprawnienia do wykonywania zawodu artysty plastyka. W roku 1988 Mariusz Pajączkowski wziął udział w pierwszym zbiorowym pokazie biżuterii artystycznej w warszawskiej Galerii S. Od tamtego czasu jego prace były eksponowane na 160 wystawach w kraju i za granicą. Do Stowarzyszenia Twórców Form Złotniczych wstąpił w roku jego powstania 1991, a od roku 1997 jest również członkiem Zarządu STFZ. Mariusz Pajączkowski jest założycielem strony internetowej poświęconej złotnictwu oraz strony Stowarzyszenia Twórców Form Złotniczych, którą administrował w latach 1998–2010 oraz największego polskojęzycznego internetowego forum złotniczego. W czasopismach złotniczych od lat można znaleźć jego artykuły, relacje i zdjęcia ze złotniczych wydarzeń. 
Mariusz Pajączkowski wytwarzał biżuterię z krzemem, w której w latach 1986–1992 wprowadził charakterystyczną linię szlifu kamienia z zastosowaniem wklęsłej soczewki, łączonej czasami z powierzchnia trawioną. Do prac z węglikiem krzemu w stylu geometryzującym wprowadził agresywne złamania powierzchni poprzez jej rozcięcie i wypełnienie przestrzeni materiałem do tej pory nie wykorzystywanym w biżuterii. Od 2004 wykonuje biżuterię z wykorzystaniem techniki odlewu. Od 2005 wprowadził do biżuterii techniki barwienia i zabezpieczenia powierzchni srebra metodą elektroforezy zmodyfikowaną przez Jana Holnickiego-Szulc. Od 2009 głównym kamieniem w jego pracowni jest krzemień pasiasty. Jest inicjatorem Festiwalu Krzemienia Pasiastego w Sandomierzu i współtwórcą międzynarodowego projektu wystawienniczego Moim zdaniem.

## Nagrody i wyróżnienia
- Galeria Otwarta PREZENTuje – Wyróżnienie BWA w Sandomierzu (2010)
- 31 x BIŻUTERIA, Galeria Otwarta – Wyróżnienie Muzeum Okręgowego w Sandomierzu (2010)
- STFZ. EKO, Muzeum Okręgowe, Sandomierz – wyróżnienie (2009)
- Ogólnopolski Konkurs Biżuterii Artystycznej Prezentacje 2008 – wyróżnienie (2008)
- Prezentacje `93 - Polskie Srebro, Galeria Nowy Świat, Warszawa – Nagroda 1000 firmy HOPEA (1993)
- 7 Krajowa Wystawa Srebra Artystycznego TOP 20, Black Gallery, Kraków – wyróżnienie (1990)
- VI Ogólnopolski Przegląd Form Złotniczych Srebro `90, Galeria Sztuki Współczesnej BWA Legnica – Nagroda Szefa Rady Programowej STFZ (1990)
- Ogólnopolski Przegląd Wyrobów Złotniczych SOPOT `88 – Nagroda Kwartalnika "Złotnik-Zegarmistrz" (1988)
- Ogólnopolski Przegląd Wyrobów Złotniczych SOPOT `88 – Wyróżnienie przyznane przez Muzeum Zamkowe w Malborku (1988)
- Ogólnopolski Przegląd Wyrobów Złotniczych SOPOT `88 – Nagroda Publiczności (1988)

Źródło.

## Prace w kolekcjach
- Muzeum Sztuki Złotniczej, oddział Muzeum Nadwiślańskiego, Kazimierz Dolny
- Muzeum Miedzi, Legnica
- Muzeum w Gliwicach
- Muzeum Bursztynu, oddział Muzeum Historycznego Miasta Gdańska, Gdańsk
- Muzeum Okręgowe, Sandomierz
- kolekcja współczesnej sztuki złotniczej Galerii Sztuki, Legnica
- kolekcja współczesnej sztuki złotniczej prof. Ireny Huml
- kolekcja współczesnej sztuki złotniczej Marii Magdaleny Kwiatkiewicz

Źródło.